# Ivan Krajíček
Ivan Krajíček (ur. 24 maja 1940 w Żylinie, zm. 5 czerwca 1997 w Bratysławie) – słowacki aktor, piosenkarz, komik, reżyser i osobowość telewizyjna.

## Biografia
Już jako dziecko przejawiał zainteresowanie muzyką – uczył się gry na skrzypcach. Pod koniec lat 50. dotarł do Bratysławy, gdzie wstąpił do Wyższej Szkoły Sztuk Scenicznych. Po ukończeniu studiów dołączył do teatru Nová scéna, a następnie do zespołu operetkowego.
Wraz ze Oldem Hlaváčkiem stworzył popularny program Hostinec pod gaštanom. Później prowadzili razem program Vtipnejší vyhráva. Zajmował się także reżyserią, stworzył m.in. serial My sme malí muzikanti.